# Cadre-47/2-Europameisterschaft 2004

Logo CEB (ausrichtender Verband)

Veranstaltungsort: Hellemmes

Die Cadre-47/2-Europameisterschaft 2004 war das 58. Turnier in dieser Disziplin des Karambolagebillards und fand vom 11. bis zum 15. Februar 2004 in Hellemmes, in der Nähe von Lille statt. Es war die 16. Cadre-47/2-Europameisterschaft in Frankreich.

## Geschichte
Seinen zweiten Europameistertitel im Cadre 47/2 holte sich der Schweizer Xavier Gretillat. Im Finale schlug er seinen oftmaligen Trainingspartner Arnim Kahofer aus Wien knapp mit 300:268 in vier Aufnahmen. Dritter wurde zusammen mit Eric Castaner wurde Henri Tilleman, der wieder einmal den besten Durchschnitt spielte. Erstmals seit 1957 war kein Deutscher im Hauptturnier vertreten. Fabian Blondeel scheiterte als Bester in der Hauptqualifikation und wurde am Ende Neunter.

## Modus
Gespielt wurden zwei Vorqualifikationen bis 200 Punkte. Die Hauptqualifikation wurde bis 250 Punkte gespielt. In der qualifizierten sich die sieben Gruppensieger für das Hauptturnier. Es wurde zwei Gruppen à vier Spieler gebildet. Die beiden Gruppenbesten qualifizierten sich für die KO-Runde. Hier wurde bis 300 Punkte gespielt. Platz drei wurde nicht ausgespielt.
Die Qualifikationsgruppen wurden nach Rangliste gesetzt. Es gab außer dem Titelverteidiger keine gesetzten Spieler mehr für das Hauptturnier.
1. MP = Matchpunkte
2. GD = Generaldurchschnitt
3. HS = Höchstserie

## Qualifikation
| MP    | Match Points (Sieger = 2; Unentschieden = 1; Verlierer = 0) |
| Pkte. | Erzielte Karambolagen                                       |
| Aufn. | Benötigte Versuche                                          |
| GD    | Generaldurchschnitt                                         |
| BED   | Bester Einzeldurchschnitt eines Spielers                    |
| HS    | Höchstserie                                                 |
|       | Bester GD des Turniers                                      |
|       | Bester ED des Turniers                                      |
|       | Beste HS des Turniers                                       |
|       | 1. Platz (Gold)                                             |
|       | 2. Platz (Silber)                                           |
|       | 3. Platz (Bronze)                                           |

### Vor-Vor-Qualifikation
| Abschlusstabelle Gruppe A | Abschlusstabelle Gruppe A | Abschlusstabelle Gruppe A | Abschlusstabelle Gruppe A | Abschlusstabelle Gruppe A | Abschlusstabelle Gruppe A | Abschlusstabelle Gruppe A | Abschlusstabelle Gruppe A | Abschlusstabelle Gruppe A |
| Platz                     | Name                      | MP                        | Pkte                      | Aufn.                     | GD                        | BED                       | HS                        |                           |
| ------------------------- | ------------------------- | ------------------------- | ------------------------- | ------------------------- | ------------------------- | ------------------------- | ------------------------- | ------------------------- |
| 1                         | Xavier le Roy             | 4:0                       | 400                       | 14                        | 28,57                     | 28,57                     | 96                        |                           |
| 2                         | Markus Melerski           | 2:2                       | 245                       | 21                        | 11,66                     | 14,28                     | 56                        |                           |
| 3                         | Claude Bauduin            | 0:4                       | 249                       | 21                        | 11,85                     | –                         | 73                        |                           |

| Abschlusstabelle Gruppe B | Abschlusstabelle Gruppe B | Abschlusstabelle Gruppe B | Abschlusstabelle Gruppe B | Abschlusstabelle Gruppe B | Abschlusstabelle Gruppe B | Abschlusstabelle Gruppe B | Abschlusstabelle Gruppe B | Abschlusstabelle Gruppe B |
| Platz                     | Name                      | MP                        | Pkte                      | Aufn.                     | GD                        | BED                       | HS                        |                           |
| ------------------------- | ------------------------- | ------------------------- | ------------------------- | ------------------------- | ------------------------- | ------------------------- | ------------------------- | ------------------------- |
| 1                         | David Jacquet             | 4:0                       | 400                       | 16                        | 25,00                     | 40,00                     | 101                       |                           |
| 2                         | Pascal Dessaint           | 2:2                       | 290                       | 8                         | 36,25                     | 66,66                     | 123                       |                           |
| 3                         | Rudy Henry                | 0:4                       | 205                       | 14                        | 14,64                     | –                         | 60                        |                           |

| Abschlusstabelle Gruppe C | Abschlusstabelle Gruppe C | Abschlusstabelle Gruppe C | Abschlusstabelle Gruppe C | Abschlusstabelle Gruppe C | Abschlusstabelle Gruppe C | Abschlusstabelle Gruppe C | Abschlusstabelle Gruppe C | Abschlusstabelle Gruppe C |
| Platz                     | Name                      | MP                        | Pkte                      | Aufn.                     | GD                        | BED                       | HS                        |                           |
| ------------------------- | ------------------------- | ------------------------- | ------------------------- | ------------------------- | ------------------------- | ------------------------- | ------------------------- | ------------------------- |
| 1                         | Johann Petit              | 4:0                       | 400                       | 17                        | 23,52                     | 66,66                     | 109                       |                           |
| 2                         | John van der Stappen      | 2:2                       | 268                       | 10                        | 26,80                     | 28,57                     | 88                        |                           |
| 3                         | Pierre Contant            | 0:4                       | 94                        | 21                        | 4,47                      | –                         | 22                        |                           |

| Abschlusstabelle Gruppe D | Abschlusstabelle Gruppe D | Abschlusstabelle Gruppe D | Abschlusstabelle Gruppe D | Abschlusstabelle Gruppe D | Abschlusstabelle Gruppe D | Abschlusstabelle Gruppe D | Abschlusstabelle Gruppe D | Abschlusstabelle Gruppe D |
| Platz                     | Name                      | MP                        | Pkte                      | Aufn.                     | GD                        | BED                       | HS                        |                           |
| ------------------------- | ------------------------- | ------------------------- | ------------------------- | ------------------------- | ------------------------- | ------------------------- | ------------------------- | ------------------------- |
| 1                         | Nicolas Gerassimopoulos   | 2:2                       | 339                       | 11                        | 30,81                     | 50,00                     | 84                        |                           |
| 2                         | Wiljan ven den Heuvel     | 2:2                       | 385                       | 16                        | 24,06                     | 28,57                     | 138                       |                           |
| 3                         | Jean Francois Florent     | 2:2                       | 223                       | 13                        | 17,15                     | 22,22                     | 90                        |                           |

| Abschlusstabelle Gruppe E | Abschlusstabelle Gruppe E | Abschlusstabelle Gruppe E | Abschlusstabelle Gruppe E | Abschlusstabelle Gruppe E | Abschlusstabelle Gruppe E | Abschlusstabelle Gruppe E | Abschlusstabelle Gruppe E | Abschlusstabelle Gruppe E |
| Platz                     | Name                      | MP                        | Pkte                      | Aufn.                     | GD                        | BED                       | HS                        |                           |
| ------------------------- | ------------------------- | ------------------------- | ------------------------- | ------------------------- | ------------------------- | ------------------------- | ------------------------- | ------------------------- |
| 1                         | Robby Sonck               | 2:2                       | 343                       | 20                        | 17,15                     | 16,66                     | 81                        |                           |
| 2                         | Wim van Deventer          | 2:2                       | 312                       | 21                        | 14,85                     | 25,00                     | 116                       |                           |
| 3                         | Mikael Hammen             | 2:2                       | 330                       | 25                        | 13,20                     | 15,38                     | 65                        |                           |

| Abschlusstabelle Gruppe F | Abschlusstabelle Gruppe F | Abschlusstabelle Gruppe F | Abschlusstabelle Gruppe F | Abschlusstabelle Gruppe F | Abschlusstabelle Gruppe F | Abschlusstabelle Gruppe F | Abschlusstabelle Gruppe F | Abschlusstabelle Gruppe F |
| Platz                     | Name                      | MP                        | Pkte                      | Aufn.                     | GD                        | BED                       | HS                        |                           |
| ------------------------- | ------------------------- | ------------------------- | ------------------------- | ------------------------- | ------------------------- | ------------------------- | ------------------------- | ------------------------- |
| 1                         | William Matthijs          | 4:0                       | 400                       | 20                        | 20,00                     | 22,22                     | 81                        |                           |
| 2                         | Marc Daudignac            | 2:2                       | 397                       | 16                        | 24,81                     | 28,57                     | 91                        |                           |
| 3                         | Janis Ziogas              | 0:4                       | 135                       | 18                        | 7,50                      | –                         | 39                        |                           |

### Vor-Qualifikation
| Abschlusstabelle Gruppe A | Abschlusstabelle Gruppe A | Abschlusstabelle Gruppe A | Abschlusstabelle Gruppe A | Abschlusstabelle Gruppe A | Abschlusstabelle Gruppe A | Abschlusstabelle Gruppe A | Abschlusstabelle Gruppe A | Abschlusstabelle Gruppe A |
| Platz                     | Name                      | MP                        | Pkte                      | Aufn.                     | GD                        | BED                       | HS                        |                           |
| ------------------------- | ------------------------- | ------------------------- | ------------------------- | ------------------------- | ------------------------- | ------------------------- | ------------------------- | ------------------------- |
| 1                         | Rini Megens               | 4:0                       | 400                       | 10                        | 40,00                     | 50,00                     | 124                       |                           |
| 2                         | Pascal Dessaint           | 2:2                       | 340                       | 18                        | 18,88                     | 16,66                     | 167                       |                           |
| 3                         | Arnd Riedel               | 0:4                       | 119                       | 16                        | 7,43                      | –                         | 36                        |                           |

| Abschlusstabelle Gruppe B | Abschlusstabelle Gruppe B | Abschlusstabelle Gruppe B | Abschlusstabelle Gruppe B | Abschlusstabelle Gruppe B | Abschlusstabelle Gruppe B | Abschlusstabelle Gruppe B | Abschlusstabelle Gruppe B | Abschlusstabelle Gruppe B |
| Platz                     | Name                      | MP                        | Pkte                      | Aufn.                     | GD                        | BED                       | HS                        |                           |
| ------------------------- | ------------------------- | ------------------------- | ------------------------- | ------------------------- | ------------------------- | ------------------------- | ------------------------- | ------------------------- |
| 1                         | Freek Ottenhof            | 4:0                       | 400                       | 9                         | 44,44                     | 100,00                    | 144                       |                           |
| 2                         | Udo Mielke                | 2:2                       | 321                       | 11                        | 29,18                     | 50,00                     | 85                        |                           |
| 3                         | Robby Sonck               | 0:4                       | 43                        | 6                         | 7,16                      | –                         | 17                        |                           |

| Abschlusstabelle Gruppe C | Abschlusstabelle Gruppe C | Abschlusstabelle Gruppe C | Abschlusstabelle Gruppe C | Abschlusstabelle Gruppe C | Abschlusstabelle Gruppe C | Abschlusstabelle Gruppe C | Abschlusstabelle Gruppe C | Abschlusstabelle Gruppe C |
| Platz                     | Name                      | MP                        | Pkte                      | Aufn.                     | GD                        | BED                       | HS                        |                           |
| ------------------------- | ------------------------- | ------------------------- | ------------------------- | ------------------------- | ------------------------- | ------------------------- | ------------------------- | ------------------------- |
| 1                         | Nicolas Gerassimopoulos   | 4:0                       | 400                       | 18                        | 22,22                     | 100,00                    | 106                       |                           |
| 2                         | Thomas Nockemann          | 2:2                       | 204                       | 4                         | 51,00                     | 100,00                    | 198                       |                           |
| 3                         | Michael van Bochem        | 0:4                       | 162                       | 18                        | 9,00                      | –                         | 34                        |                           |

| Abschlusstabelle Gruppe D | Abschlusstabelle Gruppe D | Abschlusstabelle Gruppe D | Abschlusstabelle Gruppe D | Abschlusstabelle Gruppe D | Abschlusstabelle Gruppe D | Abschlusstabelle Gruppe D | Abschlusstabelle Gruppe D | Abschlusstabelle Gruppe D |
| Platz                     | Name                      | MP                        | Pkte                      | Aufn.                     | GD                        | BED                       | HS                        |                           |
| ------------------------- | ------------------------- | ------------------------- | ------------------------- | ------------------------- | ------------------------- | ------------------------- | ------------------------- | ------------------------- |
| 1                         | Fabien Canonne            | 4:0                       | 400                       | 11                        | 36,36                     | 200,00                    | 200                       |                           |
| 2                         | Ad Klijn                  | 1:3                       | 200                       | 7                         | 28,57                     | 33,33                     | 103                       |                           |
| 3                         | William Matthijs          | 1:3                       | 238                       | 16                        | 14,87                     | 33,33                     | 59                        |                           |

| Abschlusstabelle Gruppe E | Abschlusstabelle Gruppe E | Abschlusstabelle Gruppe E | Abschlusstabelle Gruppe E | Abschlusstabelle Gruppe E | Abschlusstabelle Gruppe E | Abschlusstabelle Gruppe E | Abschlusstabelle Gruppe E | Abschlusstabelle Gruppe E |
| Platz                     | Name                      | MP                        | Pkte                      | Aufn.                     | GD                        | BED                       | HS                        |                           |
| ------------------------- | ------------------------- | ------------------------- | ------------------------- | ------------------------- | ------------------------- | ------------------------- | ------------------------- | ------------------------- |
| 1                         | Esteve Mata               | 4:0                       | 400                       | 8                         | 50,00                     | 50,00                     | 157                       |                           |
| 2                         | Laurent Guénet            | 2:2                       | 317                       | 8                         | 39,62                     | 50,00                     | 132                       |                           |
| 3                         | Johann Petit              | 0:4                       | 106                       | 8                         | 13,25                     | –                         | 43                        |                           |

| Abschlusstabelle Gruppe F | Abschlusstabelle Gruppe F | Abschlusstabelle Gruppe F | Abschlusstabelle Gruppe F | Abschlusstabelle Gruppe F | Abschlusstabelle Gruppe F | Abschlusstabelle Gruppe F | Abschlusstabelle Gruppe F | Abschlusstabelle Gruppe F |
| Platz                     | Name                      | MP                        | Pkte                      | Aufn.                     | GD                        | BED                       | HS                        |                           |
| ------------------------- | ------------------------- | ------------------------- | ------------------------- | ------------------------- | ------------------------- | ------------------------- | ------------------------- | ------------------------- |
| 1                         | David Jacquet             | 4:0                       | 400                       | 6                         | 66,66                     | 100,00                    | 158                       |                           |
| 2                         | Patrick Dupont            | 2:2                       | 210                       | 11                        | 19,09                     | 28,57                     | 118                       |                           |
| 3                         | Hans Klok                 | 0:4                       | 253                       | 9                         | 28,11                     | –                         | 119                       |                           |

| Abschlusstabelle Gruppe G | Abschlusstabelle Gruppe G | Abschlusstabelle Gruppe G | Abschlusstabelle Gruppe G | Abschlusstabelle Gruppe G | Abschlusstabelle Gruppe G | Abschlusstabelle Gruppe G | Abschlusstabelle Gruppe G | Abschlusstabelle Gruppe G |
| Platz                     | Name                      | MP                        | Pkte                      | Aufn.                     | GD                        | BED                       | HS                        |                           |
| ------------------------- | ------------------------- | ------------------------- | ------------------------- | ------------------------- | ------------------------- | ------------------------- | ------------------------- | ------------------------- |
| 1                         | Xavier Carrer             | 4:0                       | 400                       | 7                         | 57,14                     | 66,66                     | 186                       |                           |
| 2                         | Xavier le Roy             | 2:2                       | 270                       | 14                        | 19,28                     | 18,18                     | 77                        |                           |
| 3                         | Marek Faus                | 0:4                       | 204                       | 15                        | 13,60                     | –                         | 77                        |                           |

### Haupt-Qualifikation
| 1 | Arnim Kahofer           | 2:2 | 384 | 6  | 064,50 | 062,50 | 225 |
| 2 | Alain Rémond            | 2:2 | 405 | 8  | 050,62 | 125,00 | 136 |
| 3 | Nicolas Gerassimopoulos | 2:2 | 398 | 10 | 039,80 | 041,66 | 110 |

| 1 | Patrick Niessen | 4:0 | 500 | 7 | 071,42 | 125,00 | 207 |
| 2 | Rafael Garcia   | 2:2 | 352 | 6 | 058,66 | 062,50 | 115 |
| 3 | Rini Megens     | 0:4 | 80  | 9 | 08,88  | 0–     | 28  |

| 1 | Eric Castaner   | 2:2 | 471 | 10 | 047,10 | 062,50 | 230 |
| 2 | Philippe Deraes | 2:2 | 489 | 12 | 040,75 | 041,66 | 182 |
| 3 | Esteve Mata     | 2:2 | 280 | 10 | 028,00 | 041,66 | 130 |

| 1 | Xavier Gretillat    | 4:0 | 500 | 10 | 050,00 | 050,00 | 139 |
| 2 | David Jacquet       | 2:2 | 414 | 8  | 051,75 | 083,33 | 141 |
| 3 | Michel van Silfhout | 0:4 | 224 | 8  | 028,00 | –      | 74  |

| 1 | Martien van der Spoel | 4:0 | 500 | 13 | 038,46 | 062,50 | 110 |
| 2 | Fabien Canonne        | 2:2 | 322 | 15 | 021,46 | 041,66 | 104 |
| 3 | Bernard Villiers      | 0:4 | 271 | 10 | 027,10 | –      | 68  |

| 1 | Brahim Djoubri  | 4:0 | 500 | 6 | 83,33  | 083,33 | 136 |
| 2 | Fabian Blondeel | 2:2 | 426 | 7 | 060,85 | 062,50 | 146 |
| 3 | Freek Ottenhof  | 0:4 | 277 | 7 | 039,57 | –      | 128 |

| 1 | Henri Tilleman | 4:0 | 500 | 4 | 125,00 | 250,00 | 250 |
| 2 | Louis Edelin   | 2:2 | 320 | 7 | 045,71 | 062,50 | 169 |
| 3 | Xavier Carrer  | 0:4 | 230 | 5 | 046,00 | –      | 122 |

## Hauptturnier

### Gruppenphase
| Abschlusstabelle Gruppe A | Abschlusstabelle Gruppe A | Abschlusstabelle Gruppe A | Abschlusstabelle Gruppe A | Abschlusstabelle Gruppe A | Abschlusstabelle Gruppe A | Abschlusstabelle Gruppe A | Abschlusstabelle Gruppe A |
| Platz                     | Name                      | MP                        | Pkt.                      | Aufn.                     | GD                        | BED                       | HS                        |
| ------------------------- | ------------------------- | ------------------------- | ------------------------- | ------------------------- | ------------------------- | ------------------------- | ------------------------- |
| 1                         | Eric Castaner             | 4:2                       | 785                       | 10                        | 78,50                     | 75,00                     | 152                       |
| 2                         | Xavier Gretillat          | 4:2                       | 883                       | 14                        | 63,07                     | 150,00                    | 298                       |
| 3                         | Patrick Niessen           | 4:2                       | 800                       | 14                        | 57,14                     | 150,00                    | 295                       |
| 4                         | Dave Christiani           | 0:6                       | 327                       | 10                        | 32,70                     | –                         | 116                       |

| Abschlusstabelle Gruppe B | Abschlusstabelle Gruppe B | Abschlusstabelle Gruppe B | Abschlusstabelle Gruppe B | Abschlusstabelle Gruppe B | Abschlusstabelle Gruppe B | Abschlusstabelle Gruppe B | Abschlusstabelle Gruppe B |
| Platz                     | Name                      | MP                        | Pkt.                      | Aufn.                     | GD                        | BED                       | HS                        |
| ------------------------- | ------------------------- | ------------------------- | ------------------------- | ------------------------- | ------------------------- | ------------------------- | ------------------------- |
| 1                         | Henri Tilleman            | 6:0                       | 900                       | 7                         | 128,57                    | 300,00                    | 300                       |
| 2                         | Arnim Kahofer             | 4:2                       | 804                       | 7                         | 114,85                    | 150,00                    | 209                       |
| 3                         | Martien van der Spoel     | 2:4                       | 326                       | 12                        | 27,16                     | 33,33                     | 118                       |
| 4                         | Brahim Djoubri            | 0:6                       | 259                       | 14                        | 18,50                     | –                         | 59                        |

### KO-Phase
|  | Halbfinale       | Halbfinale | Halbfinale | Halbfinale | Halbfinale | Halbfinale |                  |               | Finale | Finale | Finale | Finale | Finale | Finale |
|  |                  |            |            |            |            |            |                  |               |        |        |        |        |        |        |
|  |                  | MP         | Pkte.      | Aufn.      | ED         | HS         |                  |               |        |        |        |        |        |        |
|  |                  | MP         | Pkte.      | Aufn.      | ED         | HS         |                  |               |        |        |        |        |        |        |
|  | Henri Tilleman   | 0          | 0          | 1          | 0,00       | 0          |                  |               |        |        |        |        |        |        |
|  | Henri Tilleman   | 0          | 0          | 1          | 0,00       | 0          |                  | MP            | Pkte.  | Aufn.  | ED     | HS     |        |        |
|  | Xavier Gretillat | 2          | 300        | 1          | 300,00     | 300        |                  | MP            | Pkte.  | Aufn.  | ED     | HS     |        |        |
|  | Xavier Gretillat | 2          | 300        | 1          | 300,00     | 300        | Xavier Gretillat | 2             | 300    | 4      | 75,00  | 175    |        |        |
|  |                  | MP         | Pkte.      | Aufn.      | ED         | HS         | Xavier Gretillat | 2             | 300    | 4      | 75,00  | 175    |        |        |
|  |                  | MP         | Pkte.      | Aufn.      | ED         | HS         |                  | Arnim Kahofer | 0      | 268    | 4      | 67,00  | 105    |        |
|  | Eric Castaner    | 0          | 140        | 4          | 35,00      | 38         |                  | Arnim Kahofer | 0      | 268    | 4      | 67,00  | 105    |        |
|  | Eric Castaner    | 0          | 140        | 4          | 35,00      | 38         |                  |               |        |        |        |        |        |        |
|  | Arnim Kahofer    | 2          | 300        | 4          | 75,00      | 292        |                  |               |        |        |        |        |        |        |
|  | Arnim Kahofer    | 2          | 300        | 4          | 75,00      | 292        |                  |               |        |        |        |        |        |        |

## Abschlusstabelle
| MP    | Match Points (Sieger = 2; Unentschieden = 1; Verlierer = 0) |
| Pkte. | Erzielte Karambolagen                                       |
| Aufn. | Benötigte Versuche                                          |
| GD    | Generaldurchschnitt                                         |
| BED   | Bester Einzeldurchschnitt eines Spielers                    |
| HS    | Höchstserie                                                 |
|       | Bester GD des Turniers                                      |
|       | Bester ED des Turniers                                      |
|       | Beste HS des Turniers                                       |
|       | 1. Platz (Gold)                                             |
|       | 2. Platz (Silber)                                           |
|       | 3. Platz (Bronze)                                           |

| Phase                                | Platz | Name                  | MP  | Pkt. | Aufn. | GD     | BED    | HS  |
| ------------------------------------ | ----- | --------------------- | --- | ---- | ----- | ------ | ------ | --- |
| Finale                               | 1     | Xavier Gretillat      | 8:2 | 1483 | 19    | 78,05  | 300,00 | 300 |
| Finale                               | 2     | Arnim Kahofer         | 6:4 | 1372 | 15    | 91,46  | 150,00 | 292 |
| Halb- finale                         | 3     | Henri Tilleman        | 6:2 | 900  | 8     | 112,50 | 300,00 | 300 |
| Halb- finale                         | 3     | Eric Castaner         | 4:4 | 925  | 14    | 66,07  | 75,00  | 152 |
| Gruppen- phase                       | 5     | Patrick Niessen       | 4:2 | 800  | 14    | 57,14  | 150,00 | 295 |
| Gruppen- phase                       | 6     | Martien van der Spoel | 2:4 | 326  | 12    | 27,16  | 33,33  | 118 |
| Gruppen- phase                       | 7     | Dave Christiani       | 0:6 | 327  | 10    | 32,70  | –      | 116 |
| Gruppen- phase                       | 8     | Brahim Djoubri        | 0:6 | 259  | 14    | 18,50  | –      | 59  |
| Turnierdurchschnitt: Endrunde: 60,64 |       |                       |     |      |       |        |        |     |